# SION
SION（シオン、本名：藤野秀樹、1960年9月13日 - ）は、山口県下関市豊北町出身のシンガーソングライター、俳優。所属事務所はマーズ・ミュージック、所属レコード会社はBAIDIS（テイチク）。血液型はB型。

## 経歴
SIONが音楽を始めたきっかけは、中学生のとき、学校に吉田拓郎とか井上陽水、泉谷しげるの歌詞とコードが載っている雑誌を持って来ている人がいて、ギターを借りてやろうとしたけど弾けず弾けるコードが3つあり、拓郎も陽水も弾けなくて悔しかったから、自分がなんとか弾ける3つのコードで歌を書けばいいと気付き、そこから始まった。拓郎、ボブ・ディラン、トム・ウェイツ、ニール・ヤングのファン。
山口市内のライブハウスで弾き語りを中心に活動し、1979年10月に19歳で上京。
上京後、1年間はソロで活動していたが、のちにバンドで歌うようになる。
デモテープを録音し、レコード会社に送るなどしていたがなかなか採用されず、その間も曲を作り続けていたという。
1985年9月1日、自主制作盤『新宿の片隅で』を発表。以後、現在まで精力的に活動を続けている。
音楽だけでなく、ドラマ『私立探偵 濱マイク』『悪夢ちゃん』やNHK大河ドラマ『龍馬伝』にゲスト出演するなど多才な一面ものぞかせる。

## 音楽性
ハスキーな声で語りかけるような独特の歌い方が特徴。代表曲にメジャー・デビュー曲「俺の声」、「SORRY BABY」（福山雅治によるカバーがダイドーブレンドコーヒーCMソング）「ノスタルジア」「螢」「ありがてぇ」（サントリー焼酎「樹氷」CMソング）「がんばれがんばれ」（同）「ここまでおいで」（アニメ「NieA_7」OP）「影」（アニメ「NieA_7」挿入歌）などがある。

## 影響
- 伊集院光や福山雅治や荒井淳をはじめ、多くの音楽関係者・芸能関係者が熱烈なファンを公言している。2005年には福山、2006年にはZIGGYの森重樹一とのコラボレーションも行っている。

## 交遊録
- 福山雅治

SIONを敬愛しており、「SORRY BABY」「ノスタルジア」をカバー。シングル『たまには自分を褒めてやろう』では福山からの熱い要望に応え、“SIONと福山雅治”として共演した。福山がラジオパーソナリティを務めるラジオ番組「魂のラジオ」内の人気コーナーの一つ、魂のリクエスト（番組終盤にリスナーのメールやはがきのリクエストに応え、福山が弾き語りで生歌を披露する）では毎年、クリスマスや年末が差し迫る時期になると「12月」を歌うことがこのコーナーの名物の一つとなっている。
福山が主演するNHK大河ドラマ『龍馬伝』に京都見廻組肝煎・渡辺篤役で出演している。。
- 岡本おさみ（OKAMOTO）

初期の楽曲において、詞を共作している。
- ザ・グルーヴァーズ

ギターの藤井一彦が、THE MOGAMIに参加している。
- ルースターズ

在籍したメンバーの多くが、レコーディングに参加している。

## ディスコグラフィ

### シングル

#### オリジナル・シングル
|      | タイトル                                     | 発売日         | 備考                                         |
| ---- | -------------------------------------------- | -------------- | -------------------------------------------- |
| 1st  | 俺の声                                       | 1986年6月21日  | テイチクからのメジャー・デビュー・シングル。 |
| 2nd  | 春夏秋冬                                     | 1986年12月3日  |                                              |
| 3rd  | 元気か?                                      | 1991年4月21日  | 6thアルバムと同時発売。                      |
| 4th  | ありがてぇ                                   | 1993年7月5日   |                                              |
| 5th  | 水の中にいるようだ                           | 1993年10月21日 | 8thアルバムと同時発売。                      |
| 6th  | ようよう                                     | 1995年11月22日 | 10thアルバムと同時発売。                     |
| 7th  | がんばれがんばれ                             | 1996年9月2日   |                                              |
| 8th  | 通報されるくらいに                           | 1998年10月21日 | 東芝EMI移籍後、初のシングル。                |
| 9th  | Near                                         | 2000年7月12日  |                                              |
| 10th | あまった優しさ                               | 2001年5月16日  |                                              |
| 11th | からっぽのZEROから/そして あ・り・が・と・う | 2010年9月22日  | テイチク復帰後、初のシングル。               |

#### コラボレーション・シングル
1. SIONと福山雅治「たまには自分を褒めてやろう」 (2005年6月8日)
2. SION&森重樹一「場所」 (2006年6月28日)

### アルバム

#### オリジナル・アルバム
|            | タイトル                       | 発売日         | 備考                                         |
| ---------- | ------------------------------ | -------------- | -------------------------------------------- |
| 自主制作盤 | 新宿の片隅で                   | 1985年9月1日   |                                              |
| 1st        | SION                           | 1986年6月21日  | テイチクからのメジャー・デビュー・アルバム。 |
| 2nd        | 春夏秋冬                       | 1987年1月21日  |                                              |
| 3rd        | SIREN                          | 1988年4月21日  |                                              |
| 4th        | Strange But True               | 1989年3月15日  |                                              |
| 5th        | 夜しか泳げない                 | 1990年2月21日  |                                              |
| 6th        | かわいい女                     | 1991年4月21日  |                                              |
| 7th        | 螢                             | 1992年9月23日  |                                              |
| 8th        | I DON'T LIKE MYSELF            | 1993年10月21日 |                                              |
| 9th        | sion 10+1                      | 1994年10月10日 |                                              |
| 10th       | 抱きしめて                     | 1995年11月22日 |                                              |
| 11th       | フラ フラ フラ                 | 1997年3月22日  |                                              |
| 12th       | SION comes                     | 1998年11月26日 | 東芝EMI移籍後、初のアルバム。                |
| 13th       | DISCHARGE                      | 1999年10月27日 |                                              |
| カバー     | SONGS                          | 2000年9月27日  | カバー・アルバム。                           |
| 14th       | 好きな時に跳べ!                | 2001年6月16日  |                                              |
| 15th       | UNTIMELY FLOWERING             | 2002年4月26日  |                                              |
| 16th       | ALIVE ON ARRIVAL               | 2003年6月25日  |                                              |
| 17th       | 東京ノクターン                 | 2005年6月8日   | BMGファンハウス移籍後、初のアルバム。        |
| 18th       | 20th milestone                 | 2007年8月8日   | 自主制作盤以来のインディーズ。               |
| 19th       | 住人〜Jyunin〜                 | 2008年6月11日  |                                              |
| 20th       | 鏡雨〜kagamiame〜              | 2009年7月15日  |                                              |
| 21st       | 燦燦と                         | 2010年10月20日 | テイチク復帰後、初のアルバム。               |
| 22nd       | Kind of Mind                   | 2012年7月25日  | DVD付初回盤と通常盤の2形態で発売。           |
| 23rd       | 不揃いのステップ               | 2014年2月19日  | DVD付初回盤と通常盤の2形態で発売。           |
| 24th       | 俺の空は此処にある             | 2015年3月4日   | DVD付初回盤と通常盤の2形態で発売。           |
| 25th       | 今さらヒーローになれやしないが | 2017年9月20日  |                                              |
| 26th       | I like this, too               | 2022年4月20日  |                                              |
|            |                                |                |                                              |

#### 宅録アルバム
|      | タイトル                                                                   | 発売日         | 備考 |
| ---- | -------------------------------------------------------------------------- | -------------- | ---- |
| 1st  | Naked Tracks〜光へ〜                                                       | 2008年11月14日 |      |
| 2nd  | Naked Tracks 2〜鬼は外〜                                                   | 2009年9月13日  |      |
| 3rd  | Naked Tracks 3〜今日が昨日の繰り返しでも〜                                 | 2010年6月21日  |      |
| 4th  | Naked Tracks 4〜同じ空の下、違う屋根の下で〜                               | 2011年8月27日  |      |
| 5th  | Naked Tracks 5 “Naked Live 2011〜SION with Bun Matsuda〜”                  | 2012年11月16日 |      |
| 6th  | Naked Tracks 6〜後ろに歩くように俺はできていない〜                         | 2013年6月29日  |      |
| 7th  | Naked Tracks 7〜泡沫の世を飛ぶ〜                                           | 2014年8月16日  |      |
| 8th  | Naked Tracks 8〜 Naked Live 2014〜SION + Sakana Hosomi & Kazuhiko Fujii〜” | 2015年6月14日  |      |
| 9th  | Naked Tracks 9〜 Hello 〜大切な記憶〜                                      | 2016年8月11日  |      |
| 10th | しばらく月を見てなかった〜Naked Tracks 10〜                                | 2017年8月19日  |      |
| 11th | Naked Tracks 11〜夢の世界〜                                                | 2018年7月14日  |      |
| 12th | Naked Live 2018+1                                                          | 2019年4月10日  |      |
| 13th | Naked Tracks 2020                                                          | 2020年8月15日  |      |
| 14th | Naked Live 2020+1                                                          |                |      |
|      |                                                                            |                |      |

#### ベスト・アルバム
|     | タイトル                                | 発売日         | 備考 |
| --- | --------------------------------------- | -------------- | --- |
| 1st | SION '85>'87                            | 1987年12月2日  | |
| 2nd | Ain't Nothin' I Can Do                  | 1992年3月18日  | |
| 3rd | sion 10 cd best                         | 1994年10月10日 | 3枚組ベスト・アルバム（うち1枚は自主制作盤『新宿の片隅で』の復刻盤）                                         |
| 4th | 俺の声                                  | 2001年11月21日 | 2枚組ベスト・アルバム                                                                                        |
| 5th | SION TWIN VERY BEST COLLECTION          | 2002年12月18日 | 2枚組ベスト・アルバム                                                                                        |
| 6th | SION '98>'03                            | 2005年9月28日  | |
| 7th | I GET REQUESTS〜SION with Bun Matsuda〜 | 2010年8月4日   | ファン投票で選ばれた上位10曲を、盟友・松田文と新たにレコーディングしたスペシャル・アコースティック・アルバム |
| 8th | 30th milestone                          | 2016年6月14日  | 30周年記念オールタイム・ベスト・アルバム                                                                     |
|     |                                         |                | |

#### ライブ・アルバム
|     | タイトル                       | 発売日         | 備考                               |
| --- | ------------------------------ | -------------- | ---------------------------------- |
| 1st | STRANGE LIVE / 1986-1988       | 1993年4月21日  | 1986年から1988年のライブ・アルバム |
| 2nd | TRUE LIVE / 1989-1992          | 1993年5月21日  | 1989年から1992年のライブ・アルバム |
| 3rd | 11月のクリスマス               | 1997年3月21日  | 2枚組ライブ・アルバム              |
| 4th | SION-YAON 2002 with THE MOGAMI | 2002年11月20日 | 2枚組ライブ・アルバム              |
| 5th | Live the Live SION-YAON 2007   | 2008年5月21日  | iTunes限定配信リリース             |
|     |                                |                |                                    |

#### ミニ・アルバム
|     | タイトル           | 発売日        | 備考  |
| --- | ------------------ | ------------- | ----- |
| 1st | KNOCK ON THE HEART | 1986年9月21日 | 4曲入 |
| 2nd | 風来坊             | 1987年5月21日 |       |
|     |                    |               |       |

### 楽曲提供
- 井ノ原快彦（V6）「お前がいる」（作詞・作曲。編曲：白井良明）（2ndミニ・アルバム『SUPER HEROES』収録）
  - のちに12thアルバム『SION comes』でセルフカバー。
- 関ジャニ∞「どんなに離れてたって傍にいるから」（作詞・作曲。編曲：白井良明）（3rdアルバム『PUZZLE』収録）
  - のちに宅録アルバム『Naked Tracks3〜今日が昨日の繰り返しでも〜』でセルフカバー。

## 出演作品

### ドラマ
- 私立探偵 濱マイク 最終話「ビターズエンド」（2002年9月16日、読売テレビ）
- 大河ドラマ「龍馬伝」（2010年、NHK） - 渡辺篤 役
- 悪夢ちゃん 第2話、最終話（2012年、日本テレビ） - 中原文市 役